# Kościół Świętego Jerzego w Lalibeli
Kościół Świętego Jerzego (amh. ቤተ ጊዮርጊስ, Biete Ghiorgis) – monolityczny kościół pw. św. Jerzego zbudowany na planie krzyża greckiego w Lalibeli w Etiopii. Jest najpóźniejszym i najlepiej znanym w świecie spośród 11 kościołów w Lalibeli. Wymiary budowli to 12 na 12 na 13 metrów. Kościół posiada także własny mały basen chrzcielny.

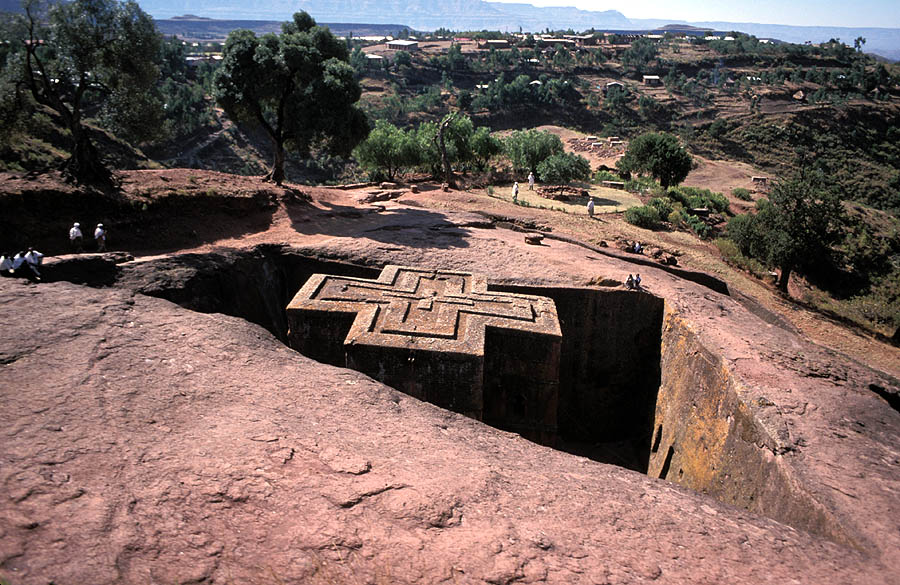

Został zbudowany na polecenie cesarza Lalibeli, podobnie jak pozostałe 10 kościołów w mieście. Według legend miejscowych przy budowie kościołów pomagać miały anioły a nadzorował ją sam Święty Jerzy. Charakterystyczną cechą kościoła jest motyw greckiego krzyża zdobiącego jego dach.
Kościół Świętego Jerzego znajduje się na liście liście UNESCO.